# Eleições estaduais em Alagoas em 2006
As eleições estaduais em Alagoas em 2006 ocorreram em 1 de outubro como parte das eleições gerais no Distrito Federal e em 26 estados. Foram escolhidos o governador Teotônio Vilela Filho, o vice-governador Wanderley Neto e o senador Fernando Collor, além de nove deputados federais e vinte e sete estaduais.
Uma batalha entre empresários e usineiros se repetiu. Desta vez, o usineiro João Lyra, do PTB, enfrentou o então senador Teotônio Vilela Filho (PSDB). Enquanto Teotônio colhia votos, Lyra chegou a se comparar com Pedro Vieira. Com o apoio do ex-presidente Fernando Collor, Lyra não foi eleito. A mesma coisa que aconteceu em 1994, quando Divaldo Suruagy derrotou Pedro Vieira, aliado do ex-presidente Fernando Collor.
Inclusive, foi Collor o candidato mais votado para a única vaga disponível ao Senado Federal nesta eleição. Apoiado por Lula e em seu último ano como filiado ao PRTB (no mesmo dia da posse, deixou o partido e migrou para o PTB), venceu o ex-governador Ronaldo Lessa, que o havia derrotado na eleição anterior, quando concorreram ao governo do estado. 
Com a campanha em andamento, Collor entrou na disputa como substituto de Eraldo Firmino, presidente do PRTB em Alagoas, que abriu mão da candidatura. Além dele, quem também desistiu de concorrer foi Givaldi Silva (motorista das Organizações Arnon de Mello), por não ter a idade mínima para a disputa (35 anos; na época, tinha 31).
João Lyra (PTB) é pai de Thereza Collor (cunhada do ex-presidente Fernando Collor) e um dos maiores empresários do Estado. Já o governador eleito Teotônio Vilela Filho é sócio das Usinas Reunidas Seresta, de propriedade de sua família, e recebeu apoio do ex-governador e candidato ao Senado Ronaldo Lessa (PDT) e pelo então presidente do Senado, Renan Calheiros (PMDB).

## Resultado da eleição para governador
| Candidato a governador(a) do estado | Candidato a vice-governador(a) | Número | Coligação                                                 | Votação | Percentual |
| ----------------------------------- | ------------------------------ | ------ | --------------------------------------------------------- | ------- | ---------- |
| Teotônio Vilela Filho PSDB          | Wanderley Neto PMDB            | 45     | Alagoas: Paz e Desenvolvimento (PSDB, PMDB, PPS, PTdoB)   | 733.405 | 55,85%     |
| João Lyra PTB                       | Celso Luiz PMN                 | 14     | Alagoas, Mudar para Crescer (PTB, PMN, PFL, PP, PV)       | 400.687 | 30,51%     |
| Lenilda Lima PT                     | Edvaldo Francisco PT           | 13     | Alagoas: A Força do Povo (PT, PRB, PL, PSC, PCdoB, PRONA) | 108.543 | 8,27%      |
| Ricardo Barbosa PSOL                | Diógenes Paes PCB              | 50     | Frente de Esquerda (PSOL, PSTU, PCB)                      | 51.680  | 3,94%      |
| André Paiva PRTB                    | Neildo Siqueira PRTB           | 28     | PRTB (sem coligação)                                      | 14.062  | 1,07%      |
| Elias Barros PTN                    | Linaldo Araújo PTN             | 19     | PTN (sem coligação)                                       | 3.425   | 0,26%      |
| Gerson Guarines PAN                 | Fernando Rego PAN              | 26     | PAN (sem coligação)                                       | 695     | 0,05%      |
| Eudo Freire PSDC                    | Euli Freire PSDC               | 27     | PSDC (sem coligação)                                      | 662     | 0,05%      |

### Senado Federal
| Candidatos a senador da República | Primeiro suplente de senador            | Número | Coligação                                                 | Votação | Percentual           |
| --------------------------------- | --------------------------------------- | ------ | --------------------------------------------------------- | ------- | -------------------- |
| Fernando Collor PRTB              | Euclydes de Mello PRTB Ada Mello PRTB   | 288    | PRTB (sem coligação)                                      | 550.725 | 44,04%               |
| Ronaldo Lessa PDT                 | Fátima Borges PDT Arnaldo Paiva PDT     | 123    | Alagoas Livre e Justa (PDT, PSB, PHS, PTC, PRP)           | 501.239 | 40,08%               |
| José Thomaz Nonô PFL              | Edilson Maia PFL Silvio Sandes PFL      | 251    | Alagoas, Mudar para Crescer (PTB, PMN, PFL, PP, PV)       | 120.656 | 9,65%                |
| Galba Novais PL                   | Marluce Caldas PL Márcio Cavalcante PL  | 222    | Alagoas: A Força do Povo (PT, PRB, PL, PSC, PCdoB, PRONA) | 66.895  | 5,35%                |
| Otávio Cabral PSOL                | Paulo Roberto PSTU Abel Cavalcante PSOL | 500    | Frente de Esquerda (PSOL, PSTU, PCB)                      | 8.679   | 0,69%                |
| Armando Lobo PTN                  | Sandra Barros PTN Tonho PTN             | 190    | PTN (sem coligação)                                       | 1.207   | 0,1%                 |
| José Affonso Dacal PSDC           | Maurício Dacal PSDC Everaldo Silva PSDC | 277    | PSDC (sem coligação)                                      | 697     | 0,06%                |
| José Maria Vieira PAN             | Geoberto Lins PAN Ângela Santos PAN     | 269    | PAN (sem coligação)                                       | 419     | 0,03%                |
| Givaldi Silva PRTB                | Ítalo Silveira PRTB Ailton Acioli PRTB  | 281    | PRTB (sem coligação)                                      | zero    | Candidatura retirada |

## Deputados federais eleitos
São os deputados federais eleitos:

Representação eleita
  PMDB: 3
  PFL: 2
  PP: 1
  PSB: 1
  PDT: 1
  PMN: 1

| Número | Deputado federal eleito  | Partido | Votação | Cidade onde nasceu | Unidade federativa |
| ------ | ------------------------ | ------- | ------- | ------------------ | ------------------ |
| 1111   | Benedito de Lira         | PP      | 106.593 | Junqueiro          | Alagoas            |
| 1515   | Olavo Calheiros          | PMDB    | 91.711  | Murici             | Alagoas            |
| 4040   | Givaldo Carimbão         | PSB     | 84.017  | Itabi              | Sergipe            |
| 1599   | Joaquim Beltrão          | PMDB    | 79.547  | Maceió             | Alagoas            |
| 2525   | Cristiano Mateus         | PFL     | 76.728  | Ubatuba            | São Paulo          |
| 1266   | Maurício Quintella Lessa | PDT     | 72.054  | Maceió             | Alagoas            |
| 2566   | Gerônimo Ciqueira        | PFL     | 71.209  | Mar Vermelho       | Alagoas            |
| 3333   | Francisco Tenório        | PMN     | 70.241  | Chã Preta          | Alagoas            |
| 1555   | Carlos Alberto Canuto    | PMDB    | 67.784  | Maceió             | Alagoas            |

## Deputados estaduais eleitos
Foram eleitos 27 deputados estaduais:

Representação eleita
  PMN: 12
  PSDB: 2
  PTdoB: 2
  PSB: 2
  PTB: 2
  PT: 2
  PFL: 1
  PMDB: 1
  PPS: 1
  PRONA: 1
  PDT: 1

| Número | Deputados estaduais eleitos | Partido | Votação | Percentual | Cidade onde nasceu  | Unidade federativa |
| 33333  | Cláudia Brandão             | PMN     | 48.904  | 3,57%      | São Paulo           | São Paulo          |
| 33111  | Cícero Ferro                | PMN     | 42.891  | 3,13%      | Minador do Negrão   | Alagoas            |
| 33699  | Arthur Lira                 | PMN     | 42.010  | 3,06%      | Maceió              | Alagoas            |
| 25000  | Antônio Albuquerque         | PFL     | 40.742  | 2,97%      | Limoeiro de Anadia  | Alagoas            |
| 33123  | João Beltrão                | PMN     | 39.565  | 2,89%      | Coruripe            | Alagoas            |
| 33777  | Sérgio Toledo               | PMN     | 37.245  | 2,72%      | Maceió              | Alagoas            |
| 45555  | Edival Gaia Filho           | PSDB    | 35.001  | 2,55%      | Palmeira dos Índios | Alagoas            |
| 33999  | Cáthia Lisboa Freitas       | PMN     | 33.275  | 2,43%      | Delmiro Gouveia     | Alagoas            |
| 33555  | Zé Pedro de Farias          | PMN     | 31.941  | 2,33%      | Traipu              | Alagoas            |
| 70111  | Ricardo Nezinho             | PTdoB   | 31.872  | 2,32%      | Arapiraca           | Alagoas            |
| 40777  | Dudu Albuquerque            | PSB     | 29.764  | 2,17%      | Arapiraca           | Alagoas            |
| 33110  | Cícero Amélio               | PMN     | 29.506  | 2,15%      | Maceió              | Alagoas            |
| 33222  | Gilvan Barros               | PMN     | 29.415  | 2,15%      | Maceió              | Alagoas            |
| 70222  | Antônio Holanda             | PTdoB   | 28.981  | 2,11%      | Maceió              | Alagoas            |
| 33789  | Nelito Gomes de Barros      | PMN     | 28.939  | 2,11%      | Maceió              | Alagoas            |
| 33000  | Isnaldo Bulhões             | PMN     | 28.645  | 2,09%      | Maceió              | Alagoas            |
| 14789  | Marcelo Victor              | PTB     | 28.525  | 2,08%      | Palmeira dos Índios | Alagoas            |
| 14444  | Maurício Tavares            | PTB     | 27.733  | 2,02%      | Maceió              | Alagoas            |
| 33456  | Marcos Ferreira             | PMN     | 26.929  | 1,96%      | Desterro            | Paraíba            |
| 15555  | Flávia Cavalcante           | PMDB    | 26.271  | 1,92%      | Maceió              | Alagoas            |
| 23000  | Marcos Barbosa              | PPS     | 25.805  | 1,88%      | Maceió              | Alagoas            |
| 45123  | Fernando Toledo             | PSDB    | 25.102  | 1,83%      | Cajueiro            | Alagoas            |
| 56321  | Rui Palmeira                | PRONA   | 21.752  | 1,59%      | Maceió              | Alagoas            |
| 12777  | Jota Cavalcante             | PDT     | 17.022  | 1,24%      | Pão de Açúcar       | Alagoas            |
| 40000  | Alberto Mendonça (Sexta)    | PSB     | 16.128  | 1,18%      | Maceió              | Alagoas            |
| 13111  | Paulão Santos               | PT      | 15.974  | 1,17%      | Recife              | Pernambuco         |
| 13500  | Judson Cabral               | PT      | 13.047  | 0,95%      | Aracaju             | Sergipe            |